# 索姆龙
索姆龙（法語：Sommeron，法語發音：[sɔmʁɔ̃]）是法国上法蘭西大區埃纳省的一个市镇，属于韦尔万区。

## 地理
索姆龙（49°57'5"N, 3°56'22"E）面积4.68 平方千米，位于法国上法蘭西大區埃纳省，该省份为法国北部内陆省份，北起北部省，西接索姆省和瓦兹省，东临阿登省和马恩省，西南至塞纳-马恩省，东北部与比利时接壤。
与索姆龙接壤的市镇（或旧市镇、城区）包括：拉卡佩勒、克莱尔方丹、弗鲁瓦代斯特雷、热尔尼、吕祖瓦尔。

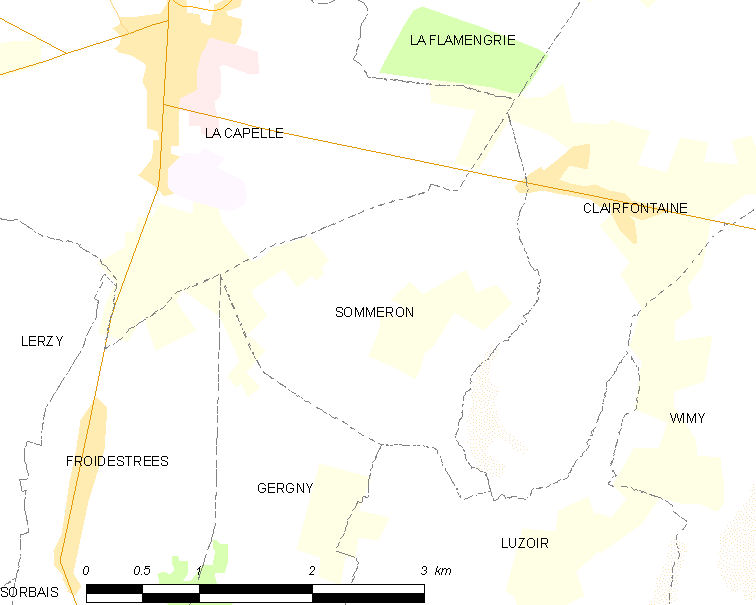
索姆龙的OSM定位图

索姆龙的时区为UTC+01:00、UTC+02:00（夏令时）。

## 行政
索姆龙的邮政编码为02260，INSEE市镇编码为02725。

## 政治
索姆龙所属的省级选区为韦尔万县。

## 人口

1962-2008年间索姆龙人口变化图示

索姆龙于2022年1月1日时的人口数量为135人。